# Moussa Diaby
Pour les articles homonymes, voir Diaby.
Moussa Diaby, né le 7 juillet 1999 à Paris, est un footballeur international français qui évolue au poste d'ailier droit ou milieu offensif au Al-Ittihad Club.
Formé au Paris Saint-Germain avec qui il fait ses débuts professionnels et avec qui il est champion de France 2019, il passe ensuite par le Bayer Leverkusen et Aston Villa avant de signer en Arabie saoudite au Al-Ittihad Club.
Il est sélectionne en équipe de France à onze reprises depuis 2021 et à remporté la Ligue des nations 2021.

## Biographie

### Enfance et formation
Issu d’une famille malienne, Moussa Diaby commence le football à l'Espérance Paris 19e, au centre sportif Jules-Ladoumègue en poussins, à qui il reste fidèle jusqu'aux U14. Le président du club Morade Djeddi se souvient en septembre 2021 : « Ses aptitudes, il les a depuis tout petit. Petit, il était déjà percutant, hargneux, adroit... enfin, il était au-dessus, quoi. On se fichait de sa petite taille, on le surclassait quand même, surtout pour les matchs de coupe ». Il joue notamment aux côtés de Youssouf Fofana et Yahia Fofana, aussi de futurs footballeurs professionnels,.
Repéré par plusieurs clubs professionnels comme le Paris Saint-Germain, il rejoint ce dernier à l'âge de 13 ans. Son petit gabarit ne l'aide pas à s'imposer dans les catégories inférieures et il évolue dans un premier temps avec l'équipe DH en U17. Promu ensuite en U17 nationaux, il devient Champion de France de cette catégorie en 2016. Confirmant ses bonnes prestations lors de la saison suivante, notamment en UEFA Youth League, il est élu Titis d'Or par ses coéquipiers du centre de formation.

### Débuts professionnels
Le 22 septembre 2017, à l'âge de 18 ans, il signe un premier contrat professionnel de trois ans avec le Paris Saint-Germain. Non utilisé par Unai Emery en première partie de saison et suspendu huit matchs pour un mauvais geste lors d'un match des moins de 19 ans nationaux, Moussa Diaby se résout faute de mieux à être prêté au FC Crotone, en Serie A, lors de la trêve hivernale. Il marque un but et délivre une passe décisive lors de son premier match avec l'équipe réserve. Présent sur le banc de l'équipe première lors des semaines suivante, il fait ses débuts professionnels le 14 avril 2018 face au Genoa CFC entrant en jeu à huit minutes du terme. Quatre jours plus tard il est titulaire face à la Juventus de Turin. Auteur d'une bonne prestation, il n'entre plus en jeu lors des dernières rencontres de la saison.
Ratant une partie de la préparation à cause de l'Euro des moins de 19 ans 2018, il rejoint le Paris Saint-Germain au cours de la tournée estivale. L'occasion pour lui de participer à ses premiers matchs avec l'équipe professionnelle, d'inscrire un premier but en amical face à l'Atlético de Madrid et de remporter le Trophée des champions 2018, même s'il n'entre pas en jeu lors de cette rencontre. Alors qu'un nouveau prêt au Montpellier HSC ou à la Real Sociedad est envisagé dans un premier temps, le nouvel entraîneur parisien Thomas Tuchel décide de conserver Moussa Diaby au club. 
Moussa Diaby fait ses débuts en Ligue 1 lors de la première journée face au SM Caen. Entré en jeu à la mi-temps face à l'AS Saint-Étienne, il inscrit son premier but senior le 14 septembre 2018 (4-0). À la fin du mois et la réception du Stade de Reims, Moussa Diaby est titularisé pour la première fois en Ligue 1. Le 24 octobre 2018, il participe à son premier match en Ligue des champions en entrant en jeu face au SSC Napoli. En fin de saison, il est sacré champion de France avec le Paris Saint-Germain, aussi finaliste de la Coupe de France. Sa première saison est jugée encourageante avec le Paris Saint-Germain (4 buts et 7 passes décisives en 34 apparitions). 

### Bayer Leverkusen (2019-2023)
En juin 2019, Moussa Diaby est transféré au Bayer Leverkusen pour quinze millions d'euros hors bonus et un pourcentage à la revente (20 %) pour le Paris Saint-Germain,.
Après cinq entrées en jeu, l’international espoir commence son premier match en tant que titulaire face au SC Fribourg en novembre, y brille par sa vitesse et inscrit son premier but en Allemagne lors du match nul de siens (1-1). Dès lors, il devient titulaire dans l’équipe de Peter Bosz. Finalement, Moussa Diaby marque cinq buts et délivre autant de passes décisives au cours de l’exercice 2019-2020 terminé en cinquième position de Bundesliga 2019-2020. Auteur de huit buts et autant passes décisives toutes compétitions confondues, Moussa Diaby est même élu joueur de la saison par les supporteurs avec 26.9 % des votes, devant la star de l'effectif Kai Havertz. Durant l'été 2020, plusieurs offres sont rejetées par l’état-major du club allemand.
En fin d'année 2020, déjà sous contrat jusqu’en juin 2024, Moussa Diaby a prolongé d’une saison supplémentaire avec revalorisation salariale à la clé. Depuis le 20 novembre 2019, l’international espoir n’a alors manqué aucune rencontre de Bundesliga. Depuis son arrivée en Rhénanie-du-Nord-Westphalie, il cumule alors treize buts et quatorze passes décisives. Joueur de champ le plus utilisé par Peter Bosz sur la première moitié de saison 2020-2021, Moussa Diaby compte à ce moment quatre buts, dont trois en Ligue Europa, et cinq passes décisives, le plaçant sur le podium des joueurs les plus décisifs de Leverkusen, alors leader de Bundesliga.
À la fin du mois de janvier 2021, Moussa Diaby compte trois réalisations et quatre offrandes en 17 titularisations en championnat ainsi qu'un doublé en Coupe face à l'Eintracht Francfort (4-1). Il permet aussi de battre le Borussia Dortmund (2-1) avec un but et d'une passe décisive. Mi-avril, son équipe ne joue plus le titre mais la qualification en Coupe d'Europe et Moussa Diaby y participe avec une passe décisive et un but contre le 1. FC Cologne (3-0). Toutes compétitions, il marque dix buts et délivre treize passes décisives.
Au début du mois de septembre 2021, au moment de sa première sélection en équipe de France A, Moussa Diaby est directement impliqué sur 44 réalisations (20 buts, 24 passes décisives)  en 85 rencontres avec le Bayer Leverkusen, toutes compétitions confondues, soit plus d’une fois tous les deux matches en moyenne. Un mois après, appelé une seconde fois consécutivement en équipe de France, il totalise trois buts, une passe décisive en neuf matchs avec le Bayer Leverkusen pour le début de saison 2021-2022.

### Aston Villa (2023-2024)
Le 22 juillet 2023, Moussa Diaby s'engage avec Aston Villa en paraphant un contrat de cinq ans jusqu'en juin 2028,,. Le montant du transfert est estimé à 55 millions d'euros.

### Al-Ittihad Club (depuis 2024)
Le 24 juillet 2024, il s'engage avec le Al-Ittihad Club, en Saudi Pro League, pour une durée de cinq ans jusqu'en 2029,,. Le montant du transfert est estimé à 60 millions d'euros,. Il rejoint notamment deux autres Français, Karim Benzema et N'Golo Kanté.

### En équipe nationale

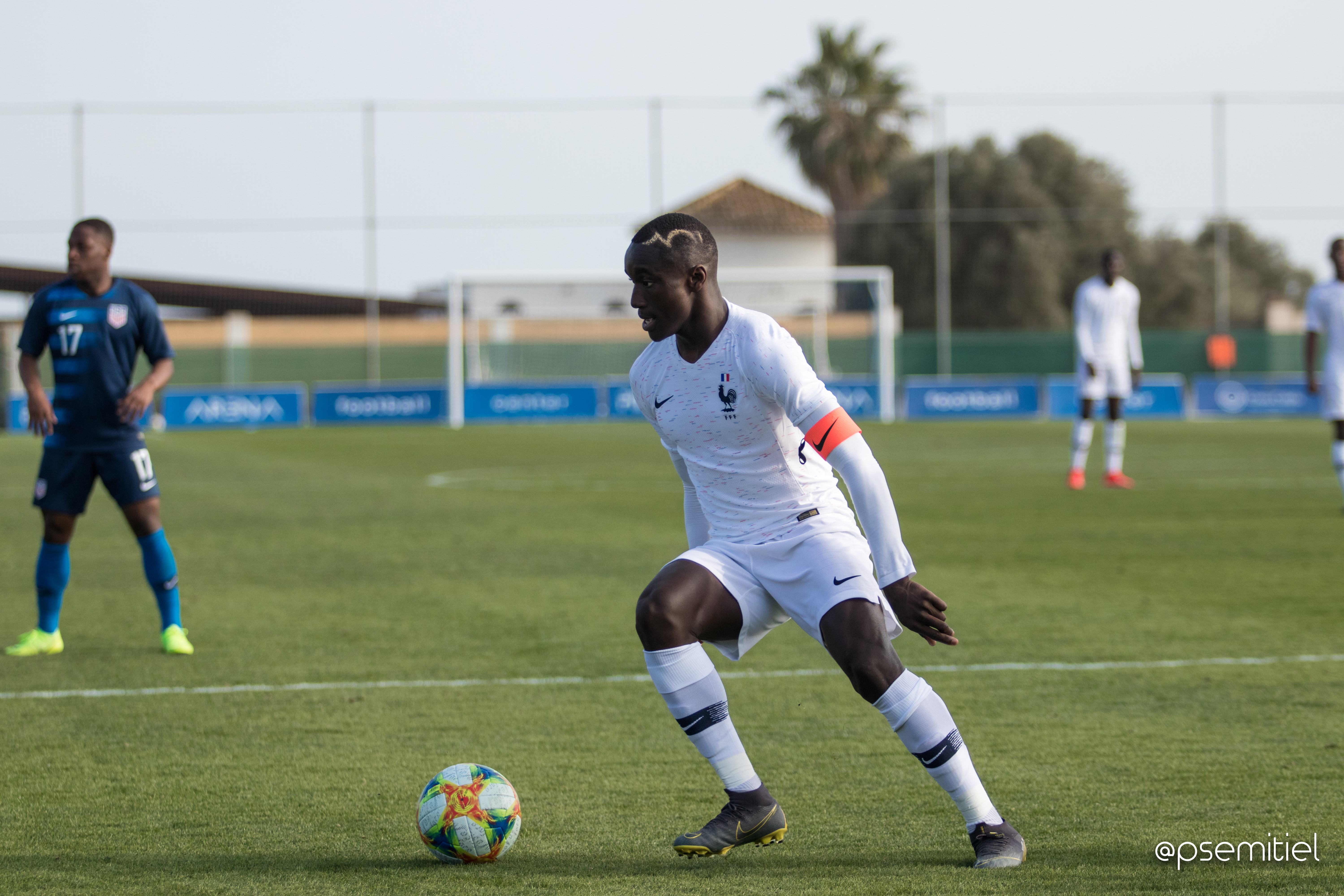
Moussa Diaby, capitaine des U20 français lors d'un match contre les U20 des États-Unis (2019).

Avec les moins de 19 ans, Moussa Diaby participe au championnat d'Europe des moins de 19 ans en 2018. Lors de cette compétition, il joue quatre matchs. Il se distingue lors de la phase de groupe en marquant un but contre la Turquie, et en délivrant trois passes décisives (notamment deux face à l'Angleterre). La France s'incline en demi-finale face à l'Italie.
En 2021, Moussa Diaby manque une partie de l'Euro espoirs à cause d'une contamination au Covid-19 en mars, puis les Jeux olympiques parce que le Bayer Leverkusen ne le libère pas.
Le 26 août 2021, il est sélectionné dans l'équipe de France A par Didier Deschamps, pour jouer les matchs contre la Bosnie-Herzégovine, l'Ukraine et la Finlande, comptant pour les qualifications à la Coupe du monde 2022 au Qatar. Il connaît sa première sélection, en remplaçant Kylian Mbappé à la 90e minute de la rencontre face à la Bosnie-Herzégovine, à Strasbourg, le 1er septembre 2021. De nouveau entré en jeu contre l'Ukraine, Moussa Diaby est proche de marquer voyant une frappe être repoussée par le poteau adverse. Sélectionné pour la phase finale de Ligue des nations en octobre 2021, il remporte son premier titre avec les Bleus sans entrer en jeu.

## Style de jeu
Début 2021, Moussa Diaby affirme ne pas être gêné par sa taille modeste (1,70 m) : « J'en ai tenu compte pour me concentrer sur les choses qui pouvaient me servir le plus, comme la vivacité ou jouer dans les petits espaces, glisse l'ailier. Mais j'évite les duels aériens comme je suis petit ! Mon gabarit n'a jamais été un problème, et je suis content d'être comme je suis. C’est l'une de mes forces. »
Sa polyvalence est un atout. En 2021, au moment de sa première sélection, Didier Deschamps déclare : « Il peut jouer des deux côtés, avec cette capacité à avoir un volume très intéressant et une justesse technique. »

## Statistiques

### Détaillées
| Saison                | Club                  | Championnat           | Championnat | Championnat | Championnat | Coupe nationale | Coupe nationale | Coupe nationale | Coupe de la Ligue | Coupe de la Ligue | Coupe de la Ligue | Compétition(s) continentale(s) | Compétition(s) continentale(s) | Compétition(s) continentale(s) | Compétition(s) continentale(s) | Total | Total | Total |
| Saison                | Club                  | Division              | M.          | B.          | P.d.        | M.              | B.              | P.d.            | M.                | B.                | P.d.              | Comp.                          | M.                             | B.                             | P.d.                           | M.    | B.    | P.d.  |
| 2017-2018             | FC Crotone (prêt)     | Serie A               | 2           | 0           | 0           | -               | -               | -               | -                 | -                 | -                 | -                              | -                              | -                              | -                              | 2     | 0     | 0     |
| 2018-2019             | Paris Saint-Germain   | Ligue 1               | 25          | 2           | 6           | 6               | 1               | 1               | 2                 | 1                 | 0                 | C1                             | 1                              | 0                              | 0                              | 34    | 4     | 7     |
| 2019-2020             | Bayer Leverkusen      | Bundesliga            | 28          | 5           | 5           | 5               | 2               | 1               | -                 | -                 | -                 | C1+C3                          | 2+4                            | 0+1                            | 0+2                            | 39    | 8     | 8     |
| 2020-2021             | Bayer Leverkusen      | Bundesliga            | 32          | 4           | 10          | 3               | 2               | 0               | -                 | -                 | -                 | C3                             | 8                              | 4                              | 3                              | 43    | 10    | 13    |
| 2021-2022             | Bayer Leverkusen      | Bundesliga            | 32          | 13          | 12          | 2               | 0               | 0               | -                 | -                 | -                 | C3                             | 8                              | 4                              | 3                              | 42    | 17    | 15    |
| 2022-2023             | Bayer Leverkusen      | Bundesliga            | 33          | 9           | 8           | 1               | 0               | 1               | -                 | -                 | -                 | C1+C3                          | 6+8                            | 2+3                            | 0+1                            | 48    | 14    | 10    |
| Sous-total            | Sous-total            | Sous-total            | 125         | 31          | 35          | 11              | 4               | 2               | 0                 | 0                 | 0                 | -                              | 36                             | 14                             | 9                              | 172   | 49    | 46    |
| 2023-2024             | Aston Villa           | Premier League        | 38          | 6           | 8           | 3               | 1               | 0               | 1                 | 0                 | 0                 | C4                             | 12                             | 3                              | 1                              | 54    | 10    | 9     |
| 2024-2025             | Al-Ittihad Club       | Saudi Pro League      | 24          | 5           | 14          | 4               | 0               | 1               | -                 | -                 | -                 | -                              | -                              | -                              | -                              | 28    | 5     | 15    |
| Total sur la carrière | Total sur la carrière | Total sur la carrière | 214         | 44          | 63          | 24              | 6               | 4               | 3                 | 1                 | 0                 | -                              | 49                             | 17                             | 10                             | 290   | 68    | 77    |

### En sélection nationale
| Saison                | Sélection             | Phases finales         | Phases finales | Phases finales | Phases finales | Éliminatoires | Éliminatoires | Éliminatoires | Matchs amicaux | Matchs amicaux | Matchs amicaux | Total | Total | Total |
| Saison                | Sélection             | Compétition            | M              | B              | Pd             | M             | B             | Pd            | M              | B              | Pd             | M     | B     | Pd    |
| --------------------- | --------------------- | ---------------------- | -------------- | -------------- | -------------- | ------------- | ------------- | ------------- | -------------- | -------------- | -------------- | ----- | ----- | ----- |
| 2021-2022             | France                | Ligue des nations 2021 | -              | -              | -              | 7             | 0             | 1             | 1              | 0              | 0              | 8     | 0     | 1     |
| 2022-2023             | France                | -                      | -              | -              | -              | 2             | 0             | 0             | -              | -              | -              | 2     | 0     | 0     |
| 2023-2024             | France                | -                      | -              | -              | -              | -             | -             | -             | 1              | 0              | 0              | 1     | 0     | 0     |
| Total sur la carrière | Total sur la carrière | Total sur la carrière  | 0              | 0              | 0              | 9             | 0             | 1             | 2              | 0              | 0              | 11    | 0     | 1     |

### Liste des matchs internationaux
| Matchs internationaux de Moussa Diaby | Matchs internationaux de Moussa Diaby | Matchs internationaux de Moussa Diaby          | Matchs internationaux de Moussa Diaby | Matchs internationaux de Moussa Diaby | Matchs internationaux de Moussa Diaby   | Matchs internationaux de Moussa Diaby                                |
|                                       | Date                                  | Lieu                                           | Adversaire                            | Résultat                              | Compétition                             | Notes                                                                |
| ------------------------------------- | ------------------------------------- | ---------------------------------------------- | ------------------------------------- | ------------------------------------- | --------------------------------------- | -------------------------------------------------------------------- |
| 1                                     | 1er septembre 2021                    | Stade de la Meinau, Strasbourg, France         | Bosnie-Herzégovine                    | 1 - 1                                 | Éliminatoires de la Coupe du monde 2022 | Entre en jeu à la place de Kylian Mbappé à la 90e minute de jeu.     |
| 2                                     | 4 septembre 2021                      | Stade olympique de Kiev, Kiev, Ukraine         | Ukraine                               | 1 - 1                                 | Éliminatoires de la Coupe du monde 2022 | Entre en jeu à la place de Kingsley Coman à la 64e minute de jeu.    |
| 3.                                    | 13 novembre 2021                      | Parc des Princes, Paris, France                | Kazakhstan                            | 8 - 0                                 | Éliminatoires de la Coupe du monde 2022 | Entre en jeu à la place de Karim Benzema à la 71e minute de jeu.     |
| 4.                                    | 16 novembre 2021                      | Stade olympique d'Helsinki, Helsinki, Finlande | Finlande                              | 0 - 2                                 | Éliminatoires de la Coupe du monde 2022 | Titulaire et remplacé par Karim Benzema à la 57e minute de jeu.      |
| 5.                                    | 29 mars 2022                          | Stade Pierre-Mauroy, Villeneuve-d'Ascq, France | Afrique du Sud                        | 5 - 0                                 | Match amical                            | Entre en jeu à la place d'Antoine Griezmann à la 65e minute de jeu.  |
| 6.                                    | 3 juin 2022                           | Stade de France, Saint-Denis, France           | Danemark                              | 1 - 2                                 | Ligue des nations 2022-2023             | Entre en jeu à la place Jules Koundé à la 90e minute de jeu.         |
| 7.                                    | 6 juin 2022                           | Stade Poljud, Split, Croatie                   | Croatie                               | 1 - 1                                 | Ligue des nations 2022-2023             | Titulaire et remplacé par Jonathan Clauss à la 80e minute de jeu.    |
| 8.                                    | 10 juin 2022                          | Stade Ernst-Happel, Vienne, Autriche           | Autriche                              | 1 - 1                                 | Ligue des nations 2022-2023             | Titulaire.                                                           |
| 9.                                    | 24 mars 2023                          | Stade de France, Saint-Denis, France           | Pays-Bas                              | 4 - 0                                 | Éliminatoires de l'Euro 2024            | Entre en jeu à la place de Kingsley Coman à la 67e minute de jeu.    |
| 10.                                   | 27 mars 2023                          | Aviva Stadium, Dublin, Irlande                 | République d'Irlande                  | 0 - 1                                 | Éliminatoires de l'Euro 2024            | Entre en jeu à la place d'Olivier Giroud à la 65e minute de jeu.     |
| 11.                                   | 26 mars 2024                          | Stade Vélodrome, Marseille, France             | Chili                                 | 3 - 2                                 | Match amical                            | Entre en jeu à la place de Randal Kolo Muani à la 83e minute de jeu. |

## Palmarès

### En club
Formé au Paris Saint-Germain, Moussa Diaby y remporte ses premiers titres en étant sacré champion de France en 2019 après avoir soulevé le Trophée des champions 2018. Il est également finaliste de la Coupe de France 2019.
Après un passage au Bayer Leverkusen avec qui il est finaliste de a Coupe d'Allemagne 2020, il rejoint l'Al-Ittihad Club avec qui il est sacré champion d'Arabie saoudite et remporte la Coupe d'Arabie saoudite dès la première saison.

### En sélection
Moussa Diaby compte onze sélection en équipe de France avec qui il est sélectionné pour la phase finale de Ligue des nations en octobre 2021. Il remporte son premier titre avec les Bleus sans entrer en jeu.
| Paris Saint-Germain (2) | Bayer Leverkusen                       | Al-Ittihad Club (2)                                                                            | Équipe de France (1)                                                                               |
| --- | -------------------------------------- | ---------------------------------------------------------------------------------------------- | -------------------------------------------------------------------------------------------------- |
| - Championnat de France (1) - Champion : 2019. - Coupe de France - Finaliste : 2019. - Trophée des champions (1) - Vainqueur : 2018. - Championnat de France -19 ans (1) - Champion : 2019. | - Coupe d'Allemagne - Finaliste : 2020 | - Championnat d'Arabie saoudite - Champion : 2025 - Coupe d'Arabie saoudite - Vainqueur : 2025 | - Ligue des nations (1) - Vainqueur : 2021. - Tournoi de Limoges (-18 ans) (1) - Vainqueur : 2018. |